# (18509) Bellini
(18509) Bellini est un astéroïde de la ceinture principale.

## Description
(18509) Bellini est un astéroïde de la ceinture principale. Il fut découvert le 14 septembre 1996 à Colleverde par Vincenzo Silvano Casulli. Il fut nommé en honneur de Vincenzo Bellini. Il présente une orbite caractérisée par un demi-grand axe de 2,61 UA, une excentricité de 0,14 et une inclinaison de 12,3° par rapport à l'écliptique.

## Compléments